# DAF 600
Der DAF 600 war ein Kleinwagen, den DAF in Eindhoven von 1958 bis 1963 herstellte. Es war der erste Pkw des Herstellers und wurde im Februar 1958 auf der Amsterdamer Automobilausstellung vorgestellt. 1957 hatte DAF bereits erste Details veröffentlicht. Der Wagen hatte einen luftgekühlten Zweizylinder-Viertakt-Boxermotor mit 590 cm³ Hubraum und einer Leistung von 20 PS (15 kW) bei 4000 min−1. Der Motor war vorn, das Getriebe an der Hinterachse eingebaut. Das Auto erreichte eine Höchstgeschwindigkeit von 90 km/h.
Wie alle DAF nach diesem Modell war der DAF 600 mit einer Fliehkraftkupplung und einer stufenlosen, mit Keilriemen betriebenen Automatik Variomatic ausgerüstet. Die DAF Variomatic arbeitet mit Fliehgewichten, die von den Zentrifugalkräften gegen Federn nach außen gedrückt werden, hinzu kommen Unterdruckdosen, die durch den Sog aus dem Ansaugtrakt des Motors eine Verstellkraft erzeugt. Der Unterdruck aus dem Ansaugtrakt des Motors drückte die konischen Riemenscheiben in eine Position mit höherer Übersetzung, wenn man das Gaspedal langsam losließ: Obwohl die Motordrehzahl gleich blieb, erhöhte das Getriebe die Reisegeschwindigkeit. Dies dauerte jedoch lange, auch wenn die Straße nicht anstieg.
Die Variomatic erlaubte eine erhöhte Motorbremskraft, wenn man einen Schalter am Armaturenbrett drückte, der den Effekt der Unterdruckverstärkung umkehrte, wobei ein höherer Unterdruck eine niedrigere Übersetzung bedeutete. Ein Durchrutschen der Antriebsriemen trat in einem damaligen Testbericht auch bei Nässe oder starkem Regen nicht auf, obwohl die Variomatic von unten gegen die Fahrbahn nicht abgedeckt war. Allerdings zeigte sich eine schlechte Bodenhaftung der Räder, weil zur Differentialwirkung der Variomatic mehr Kraftaufwand erforderlich war als bei herkömmlichen Ausgleichgetrieben. Kritisiert wurde zudem das auch für damalige Verhältnisse große Geräuschniveau, bei 85 km/h wurden im Innenraum 90 dB auf der Autobahn und 92 dB auf Kleinpflasterstraße gemessen. 
Zur Rückwärtsfahrt hat der DAF ein eigenes Wendegetriebe. Die Wagen fuhren dadurch genauso schnell rückwärts wie vorwärts, was die verbliebenen Exemplare lange Zeit zu Favoriten bei rückwärts gefahrenen Nonsens-Rennen machte. Da der Kegeltrieb nicht synchronisiert war, traten beim Vorwärts- und Rückwärtsschalten aus der Neutralstellung häufig auch bei korrekter Bedienung Geräusche auf.
Die Zwölfzollräder waren einzeln aufgehängt, vorn an einer radführenden Querblattfeder und Dämpferbeinen mit Zahnstangenlenkung und hinten an Pendelhalbachsen mit Schraubenfedern und Teleskopstoßdämpfern. Es gab keine Gelenke an den Antriebswellen, die Keilriemen wurden etwas verdreht, um die Winkeländerung beim Einfedern aufzunehmen. Gebremst wurde mit hydraulisch betätigten Trommelbremsen an allen Rädern.